# Nancy Snow
Nancy E. Snow es una académica y filósofa estadounidense, desarrollando actividades académicas y científicas en el profesorado de filosofía y es directora del Instituto para el Estudio del Surgimiento Humano en la Universidad de Oklahoma. Antes de mudarse a Norman, fue investigadora y profesora de filosofía en la Universidad Marquette. Sus investigaciones han variado ampliamente; y, se ha centrado principalmente en psicología moral y en ética de las virtudes. Se ha desempeñado como editora en o en los consejos editoriales de varias revistas importantes, y ha escrito o ha sido editora principal de cuatro libros (así como una gran cantidad de artículos revisados por pares).

## Educación y carrera
En 1980, obtuvo una maestría en filosofía por la Universidad Marquette Y, en 1988, defendió su tesis de doctorado por la Universidad de Notre Dame.
Ella aceptó una posición como profesora asistente de filosofía en la Universidad Estatal de Arizona en 1987, antes de aceptar un contrato como profesora asistente de filosofía en Marquette en 1989, donde ha permanecido desde entonces. Mientras estuvo en Marquette, ha impulsado esfuerzos para mejorar la calidad y la diversidad de los cursos que ofrece el campus, especialmente en los ámbitos del género y la sexualidad, creyendo que la enseñanza es un papel de importancia crítica para el académico. Es editora asociada actual de ética y filosofía para The Journal of Moral Education, y actualmente se encuentra en los consejos editoriales de ambos Ethical Theory and Moral Practice y The Journal of Value Inquiry.

## Áreas de investigación
Sus investigaciones han variado ampliamente en temas como la filosofía del derecho, social y política, psicología moral, ética feminista, ética de los negocios, bioética, liberación, y determinismo; sin embargo, sus investigaciones se han centrado mucho en temas de la ética de la virtud, y de otras específicas virtudes. También ha intentado, siempre que fue posible, llevar la psicología a la conversación con la filosofía para apoyar los argumentos filosóficos. También tiene un gran interés en llevar otros campos externos a la conversación con la filosofía occidental, incluida la antropología, la literatura, la teología y otras tradiciones filosóficas, como las tradiciones filosóficas orientales inspiradas en figuras como Confucio.

## Obra

### Algunas publicaciones
Ha escrito o ha sido la editora principal de cuatro libros.

#### Autora
- Virtue as Social Intelligence: An Empirically Grounded Theory (La virtud como inteligencia social: una teoría empíricamente fundamentada).[4]

#### Editora
- Stem Cell Research: New Frontiers in Science and Ethics (Investigación sobre células madre: nuevas fronteras en la ciencia y la ética),

- Legal Philosophy: Multiple Perspectives,[5]

- In the Company of Others: Perspectives on Community, Family, and Culture (En la Compañía de Otros: Perspectivas sobre Comunidad, Familia y Cultura ').[2][3]